# Jessica Henwick
Jessica Henwick   (Surrey, 30 d'agost de 1992) és una actriu i guionista anglesa. És coneguda pels seus papers de Nymeria Sand a la sèrie d'HBO Game of Thrones (2015–2017), Jessica Pava a Star Wars: El despertar de la força (2015), Colleen Wing a Iron Fist (2017–2018) i Bugs a The Matrix Resurrections (2021).

## Biografia
El juny de 2009 es va anunciar que interpretaria el paper principal de la sèrie de la BBC Spirit Warriors. A començaments de 2013 va debutar al teatre en l'estrena internacional de Running on the Cracks, basada en la novel·la de Julia Donaldson. Aquell mateix any va aconseguir el paper de Jane Jeong Trenka a la sèrie dramàtica Obsession: Dark Desires, que es va estrenar el gener de 2014. També es va unir al repartiment de la sèrie Silk (2014).
El 2015 va unir-se al repartiment de la cinquena temporada de la sèrie d'HBO Game of Thrones com a Nymeria Sand, paper que va interpretar fins a la setena temporada.
Henwick va interpretar la pilot d'X-wing Jess Pava a Star Wars: El despertar de la força (2015) i Colleen Wing a la sèrie de televisió de Netflix Iron Fist, paper que va reprendre a la sèrie The Defenders (2017), així com a la segona temporada de Luke Cage (2018).
El 2020 va actuar al thriller de ciència-ficció Underwater i a les pel·lícules Love and Monsters i On the Rocks. L'any següent va interpretar el paper de Bugs a The Matrix Resurrections. El 2022 va interpretar el paper de Suzanne Brewer a la pel·lícula de Netflix The Gray Man.

## Filmografia

### Pel·lícules
| Any  | Títol                                         | Paper           | Notes                  |
| ---- | --------------------------------------------- | --------------- | ---------------------- |
| 2009 | St. Trinian's 2: The Legend of Fritton's Gold | Noia del globus | No apareix als crèdits |
| 2014 | Dr Liebenstein                                | Rachel          |                        |
| 2015 | Dragonfly                                     | Paula Reid      |                        |
| 2015 | Star Wars: El despertar de la força           | Jessika Pava    |                        |
| 2016 | The Head Hunter                               | Aiko Koo        |                        |
| 2017 | Newness                                       | Joanne          |                        |
| 2017 | Rice on White                                 | Elena           |                        |
| 2018 | Yo! My Saint                                  | Muse            | amb Kenzo              |
| 2020 | Underwater                                    | Emily Haversham |                        |
| 2020 | On the Rocks                                  | Fiona Saunders  |                        |
| 2020 | Love and Monsters                             | Aimee           |                        |
| 2021 | The Matrix Resurrections                      | Bugs            |                        |
| 2022 | The Gray Man                                  | Suzanne Brewer  |                        |
| 2022 | Glass Onion: A Knives Out Mystery             |                 | Postproducció          |
| 2023 | Cuckoo                                        |                 | Postproducció          |

### Televisió
| Any             | Títol                     | Paper             | Notes                                          |
| --------------- | ------------------------- | ----------------- | ---------------------------------------------- |
| 2010            | Spirit Warriors           | Bo                | Paper principal; 10 episodis                   |
| 2012            | The Thick of It           | Charlotte         | Episodi: #4.1                                  |
| 2014            | Obsession: Dark Desires   | Jane Jeong Trenka | Episodi: "Silent Scream"                       |
| 2014            | Silk                      | Amy Lang          | Paper principal; 5 episodis                    |
| 2014            | Lewis                     | Chloe Ilson       | Paper convidat; 2 episodis                     |
| 2014            | Balsa Wood                | Scotty            |                                                |
| 2015–2017       | Game of Thrones           | Nymeria Sand      | Paper recurrent; 8 episodis                    |
| 2017            | Fortitude                 | Bianca Mankyo     | Episodi: #2.1                                  |
| 2017–2018       | Iron Fist                 | Colleen Wing      | Paper principal; 23 episodis                   |
| 2017            | The Defenders             | Colleen Wing      | Paper principal; 6 episodis                    |
| 2018            | Luke Cage                 | Colleen Wing      | Episodi: "Wig Out"                             |
| 2020–actualitat | Blood of Zeus             | Alexia            | Doblatge en anglès                             |
| 2021–actualitat | Moley                     | Dotty             | Paper principal; doblatge en anglès; guionista |
| 2021–2022       | Blade Runner: Black Lotus | Elle              | Paper principal; doblatge en anglès            |
| 2022            | Twilight of the Gods      | Sandraudiga       | Postproducció                                  |